# Bảo tàng Guggenheim Bilbao
Bảo tàng Guggenheim Bilbao (tiếng Anh:Guggenheim Museum Bilbao) là một bảo tàng nghệ thuật hiện đại và đương đại được thiết kế bởi kiến trúc sư người Mỹ gốc Canada Frank Gehry, và tọa lạc tại Bilbao, xứ Basque, Tây Ban Nha. Vua Juan Carlos I của Tây Ban Nha đã khánh thành bảo tàng ngày 18 tháng 10 năm 1997, với triển lãm gồm 250 tác phẩm nghệ thuật đương đại. Bảo tàng được xây dựng dọc theo Sông Nervion, chảy qua thành phố Bilbao đến Biển Cantabrian, nó là một trong một số những bảo tàng thuộc Tổ chứ Solomon R. Guggenheim, nơi đây thường xuyên có các buổi triển lãm các tác phẩm của các nghệ sĩ Tây Ban Nha và quốc tế. Đây là một trong những bảo tàng lớn nhất ở Tây Ban Nha. Năm 2020, bảo tàng có 315.908 khách tham quan, giảm 73 phần trăm so với năm 2019, do đại dịch COVID-19, xếp thứ 73 trong danh sách bảo tàng nghệ thuật được ghé thăm nhiều nhất năm 2020.
Bảo tàng là một trong những công trình được ngưỡng mộ nhất của kiến trúc đương đại, tòa nhà đã được ca ngợi là "một tín hiệu mở màn trong văn hóa kiến trúc", bởi vì nó đại diện cho "một trong những khoảnh khắc hiếm hoi khi các nhà phê bình, học giả và công chúng đều hoàn toàn thống nhất về một điều gì đó", theo nhà phê bình kiến trúc Paul Goldberger. Bảo tàng là tòa nhà thường xuyên được mệnh danh là một trong những công trình quan trọng nhất hoàn thành kể từ năm 1980 trong Khảo sát Kiến trúc Thế giới năm 2010 giữa các chuyên gia kiến trúc.

## Lịch sử

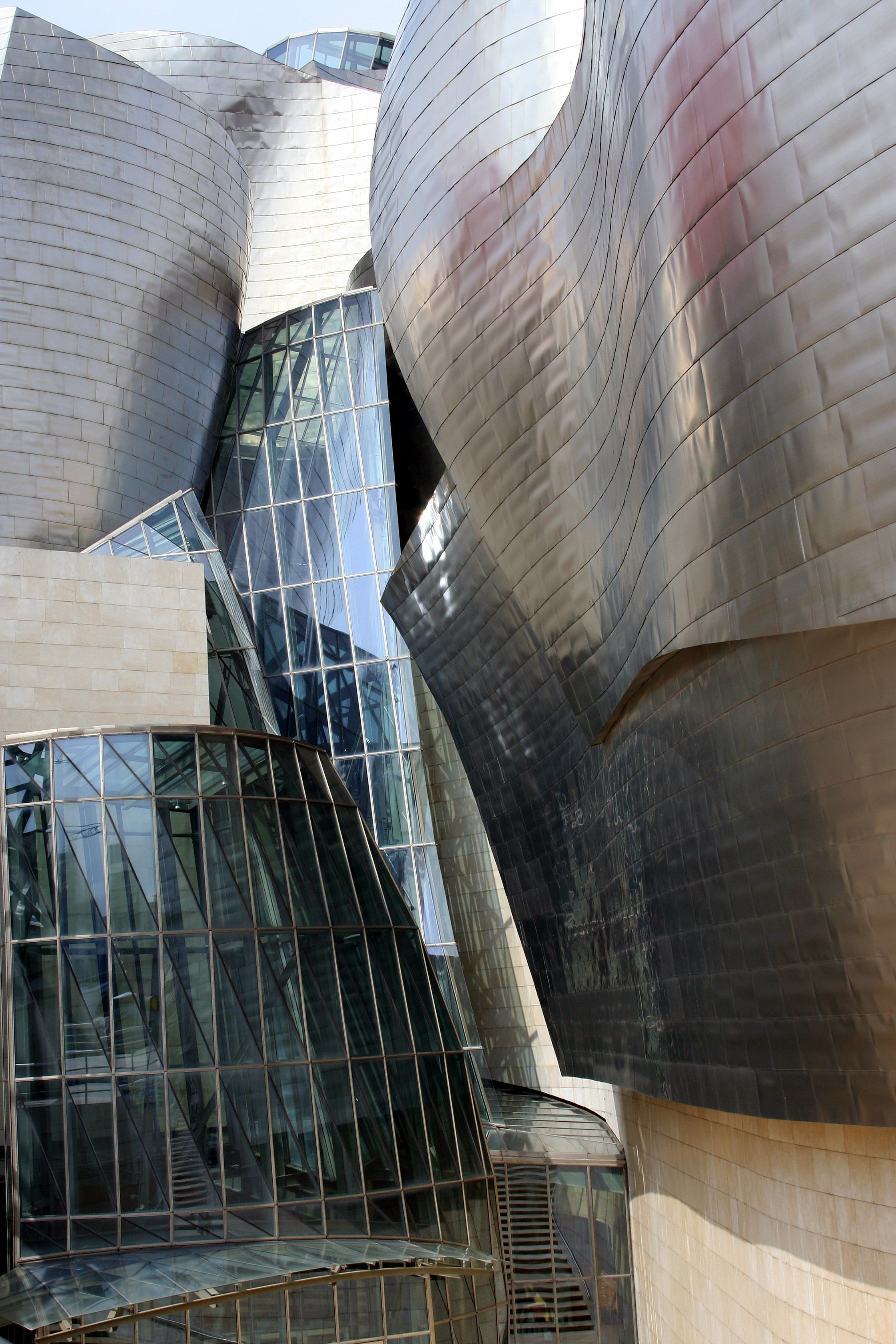
Bảo tàng được bao phủ bởi thủy tinh, titan và đá vôi

Năm 1991, chính phủ Basque đề nghị với Tổ chức Solomon R. Guggenheim về việc nhờ họ hỗ trợ cho bảo tàng Guggenheim, sẽ được xây dựng trong khu vực cảng đang mục nát ở Bilbao, nơi đây từng là nguồn thu nhập chính của thành phố. Chính phủ Basque đã đồng ý đài thọ 100 triệu đô la Mỹ chi phí xây dựng, để tạo ra quỹ mua lại trị giá 50 triệu đô la Mỹ, trả khoản phí 20 triệu đô la Mỹ một lần cho Guggenheim và trợ cấp ngân sách hàng năm cho bảo tàng lên đến 12 triệu đô la Mỹ. Đối laị, Quỹ đã đồng ý quản lý tổ chức, luân chuyển các phần của bộ sưu tập vĩnh viễn thông qua bảo tàng Bilbao và tổ chức các cuộc triển lãm tạm thời.

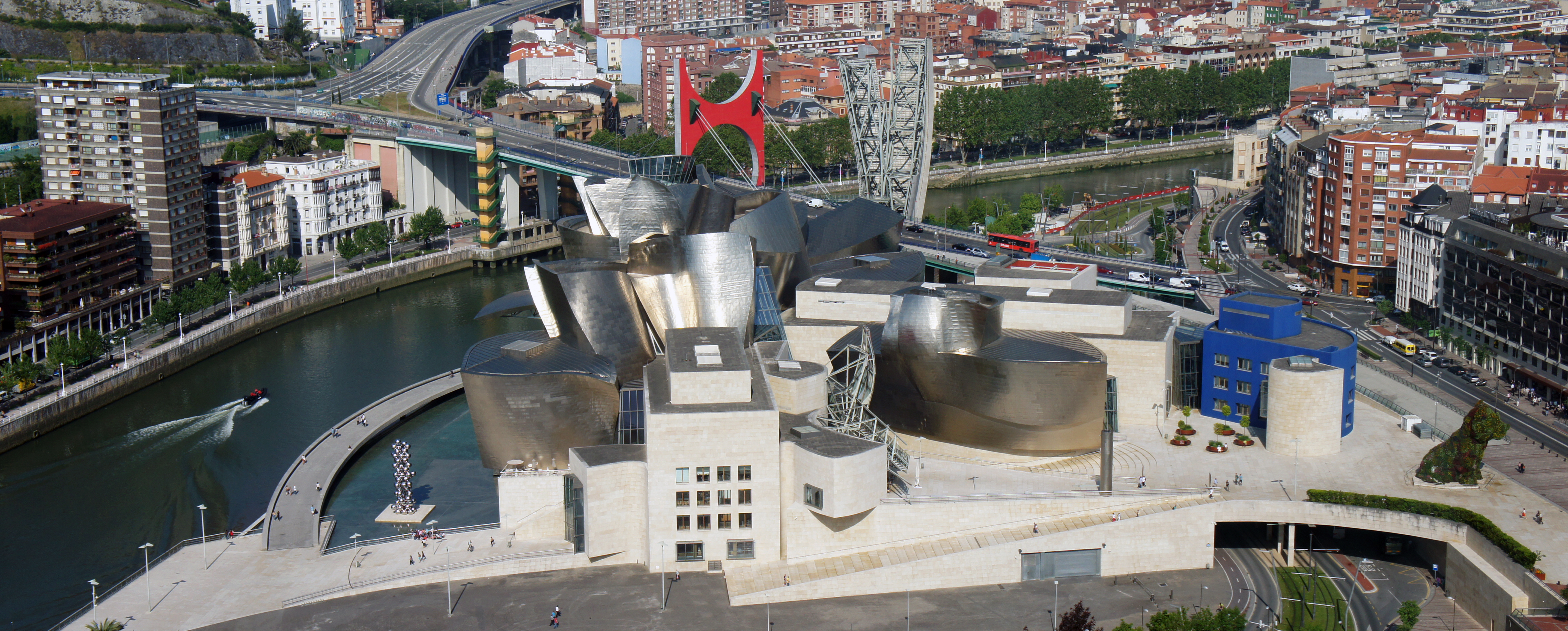
Bảo tàng Guggenheim Bilbao nhìn từ trên không

Ferrovial là người đã xây dựng nên bảo tàng, với chi phí 89 triệu đô la Mỹ. Khoảng 5.000 cư dân Bilbao đã tham dự một buổi lễ mở cửa hoành tráng bên ngoài bảo tàng vào đêm trước ngày khai mạc chính thức, bao gồm một buổi biểu diễn ánh sáng ngoài trời và các buổi hòa nhạc. 
Ngày 13tháng 10 năm 1997, hai chiến binh ETA đã bắn chết một cảnh sát xứ Basque khi người này đang cố chặn bọn chúng lắp súng phóng lựu để tấn công sơ hở. Ngày 18 tháng 10 năm 1997, Juan Carlos I của Tây Ban Nha chính thức khai trương bảo tàng.

## Tòa nhà

### Kiến trúc

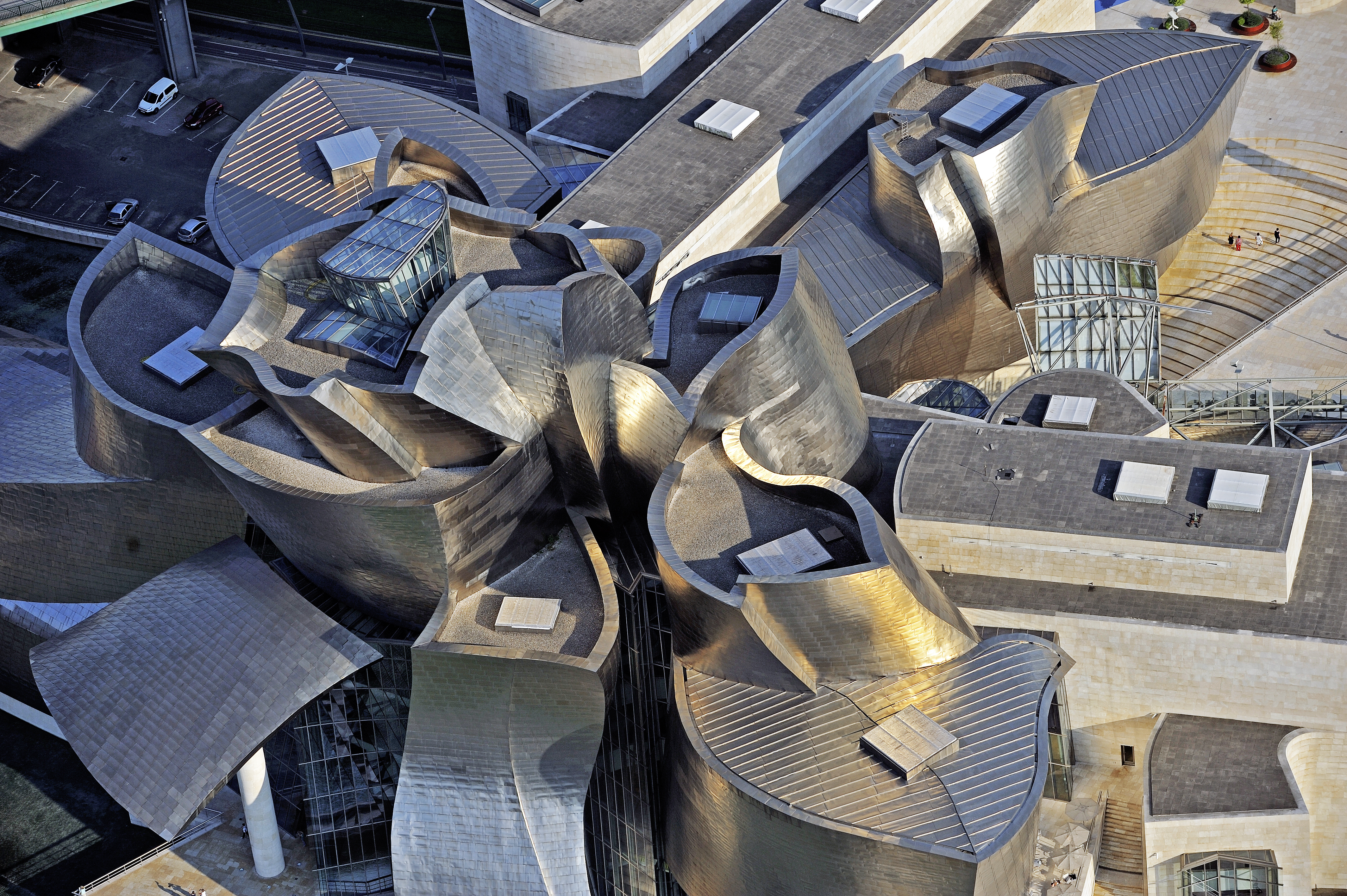
Bảo tàng nhìn từ trên không

Quỹ Solomon R. Guggenheim đã chọn Frank Gehry làm kiến trúc sư, và giám đốc Thomas Krens đã khuyến khích ông thiết kế một cái gì đó táo bạo và sáng tạo. Các đường cong ở bên ngoài của tòa nhà được dự định xuất hiện ngẫu nhiên; Kiến trúc sư nói rằng "sự ngẫu nhiên của các đường cong được thiết kế để bắt ánh sáng". Nội thất "xoay xung quanh một giếng trời lớn, đầy ánh sáng với tầm nhìn ra cửa sông Bilbao và những ngọn đồi xung quanh của đất nước Basque". Khu vực giếng trời, Gehry đặt biệt danh The Flower theo hình dạng của nó, đóng vai trò là trung tâm của bảo tàng.

## Triển lãm
Bảo tàng thu hút sự chú ý khi triển lãm "các tác phẩm và sắp đặt quy mô lớn, dành riêng cho các nghệ sĩ đương đại", chẳng hạn như tác phẩm Snake của Richard Serra dài 100 mét (340ft) và trưng bày tác phẩm của các nghệ sĩ Basque, "cũng như triển lãm những tác phấm chọn lọc" từ những bộ sưu tập nghệ thuật hiện đại. Năm 1997, bảo tàng mở triển lãm "Bảo tàng Guggenheim và nghệ thuật của thế kỷ hiện tại", với tổng 300 mảnh ghép nghệ thuật của thế kỷ 20, từ Chủ nghĩa lập thể đến nghệ thuật truyền thông mới. Hầu hết các tác phẩm đến từ bộ sưu tập của Guggenheim, nhưng bảo tàng cũng đã có được những bức tranh của Willem de Kooning, Mark Rothko và Clyfford Still cũng như được ủy thác các tác phẩm mới của Francesco Clemente, Anselm Kiefer, Jenny Holzer và Richard Serra.

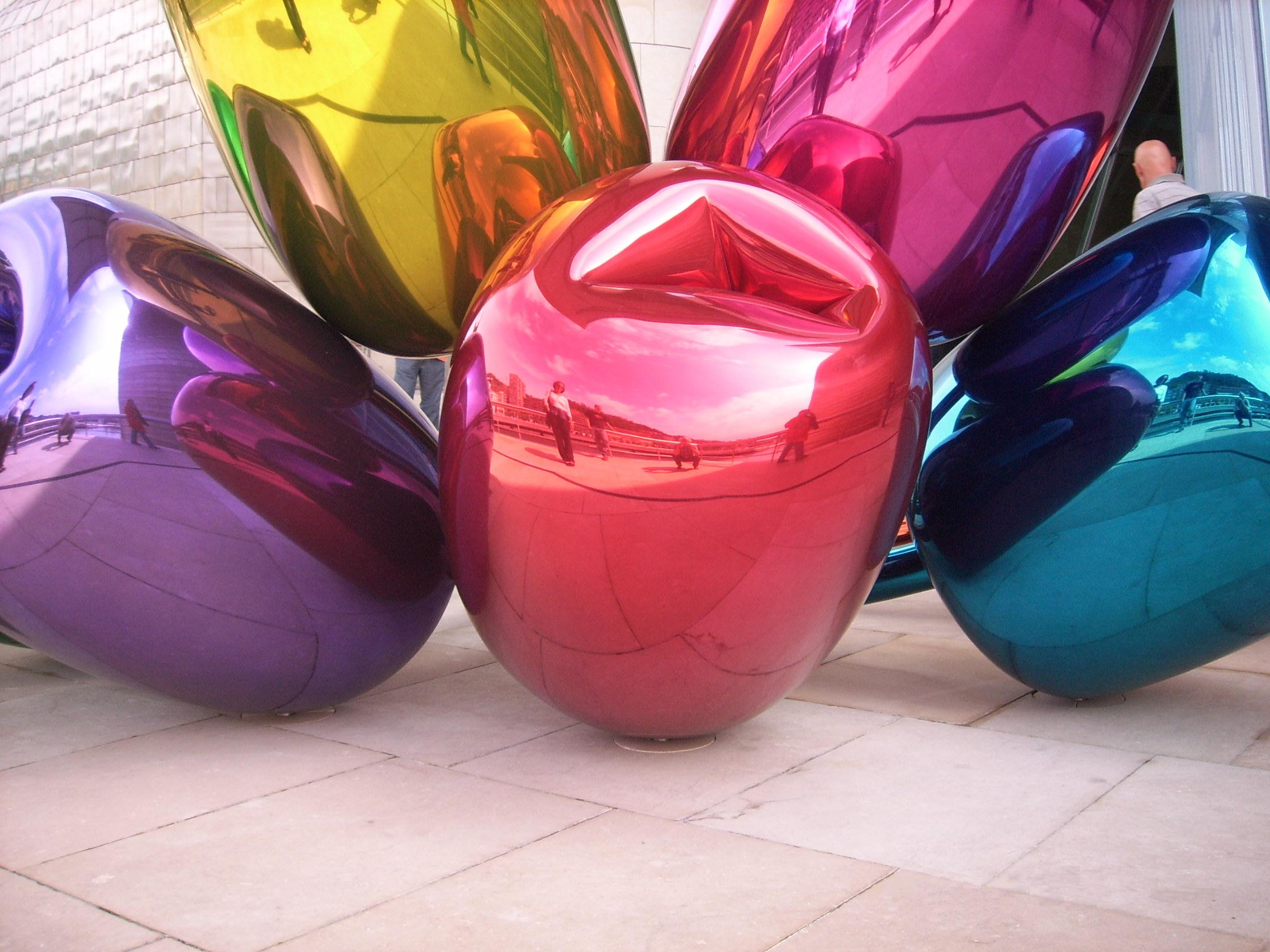
Tulips của Jeff Koons
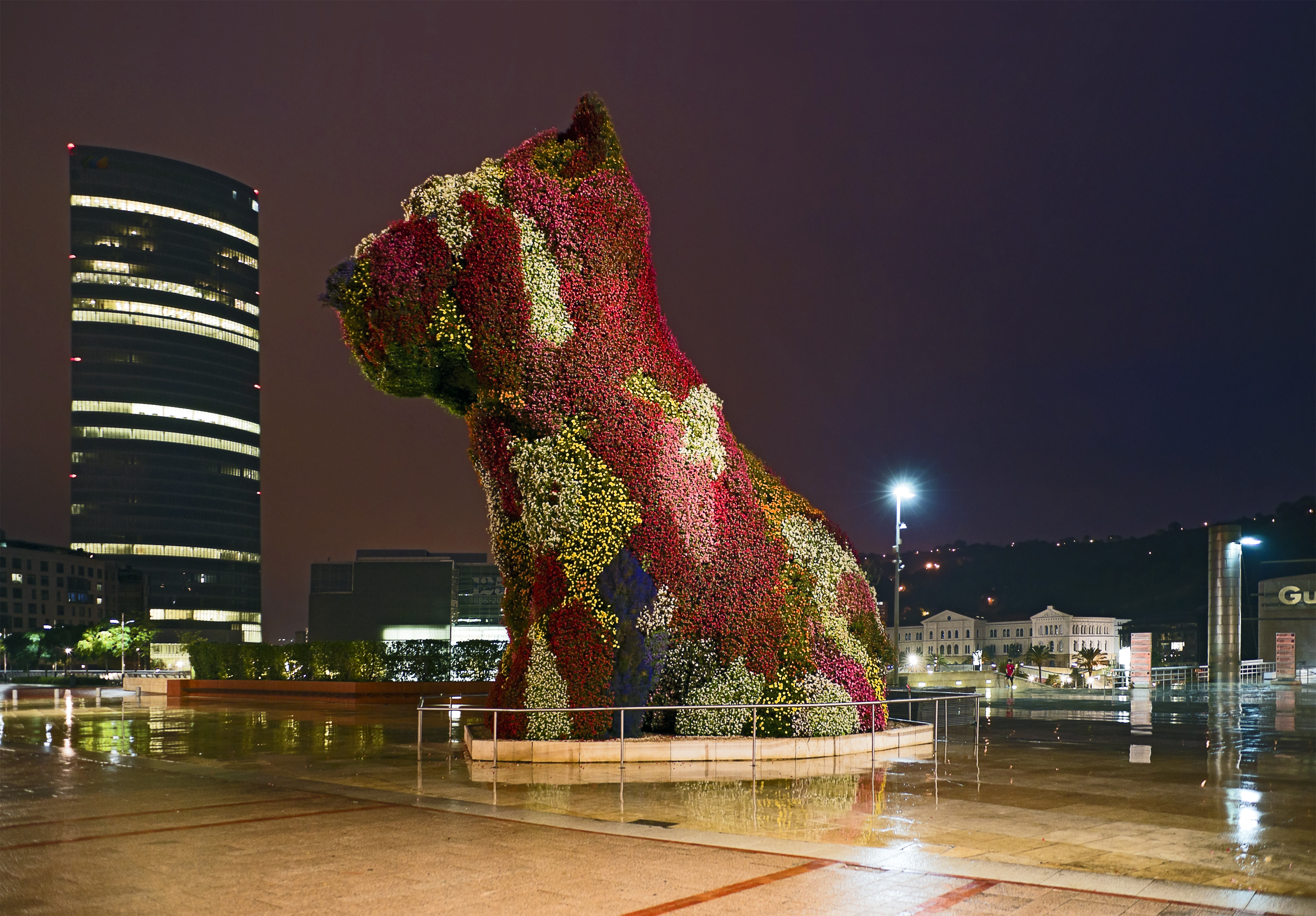
Puppy của Jeff Koons ở phía trước bảo tàng

## Tác động kinh tế và truyền thông
Tòa nhà từng xuất hiện trong một bộ phim về James Bond là The World Is Not Enough và bộ phim Sivaji (2007) của Tamil, trong đó bảo tàng là bối cảnh cho video âm nhạc của bài hát "Style", do A. R. Rahman sáng tác.  Video âm nhạc "Sweetheart" của Mariah Carey, do Hype Williams đạo diễn, có các màn trình diễn của ca sĩ Jermaine Dupri và Carey ở nhiều địa điểm khác nhau tại Bảo tàng Guggenheim Bilbao.

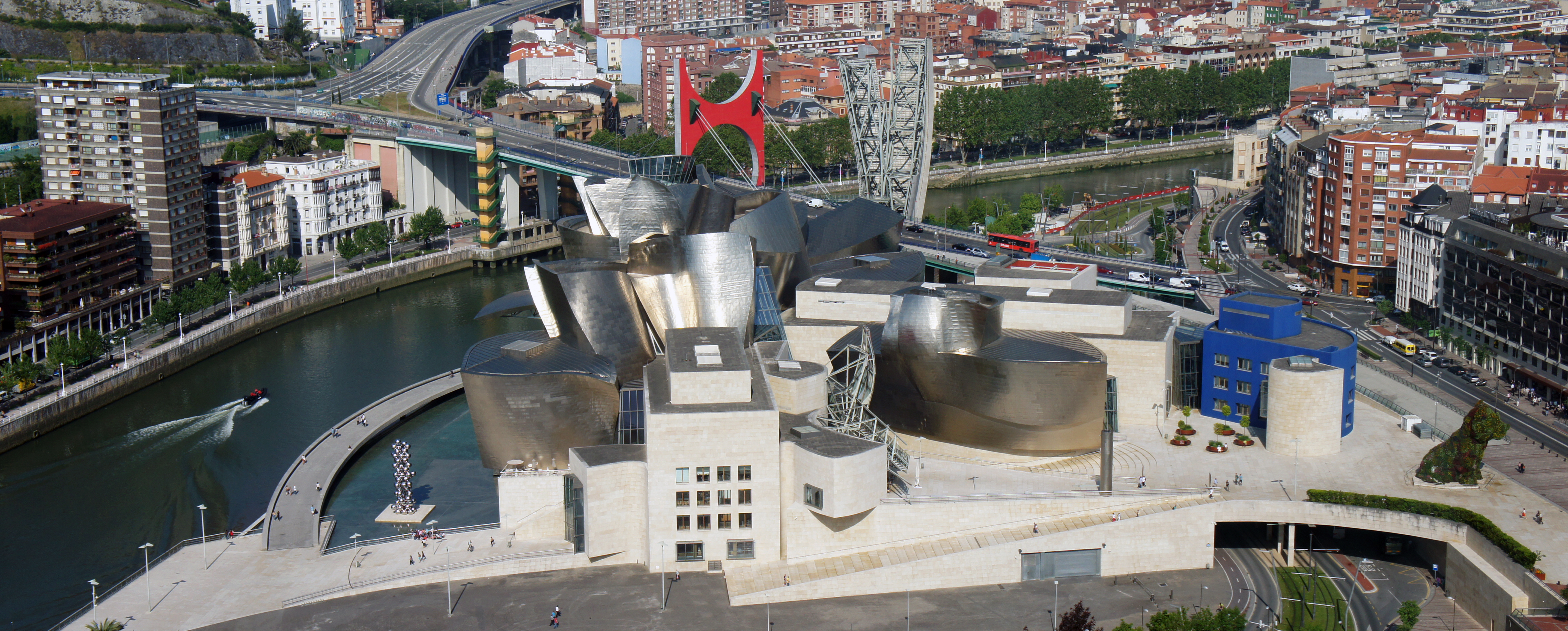
Bảo tàng Guggenheim Bilbao nhìn từ trên không

## Hình ảnh

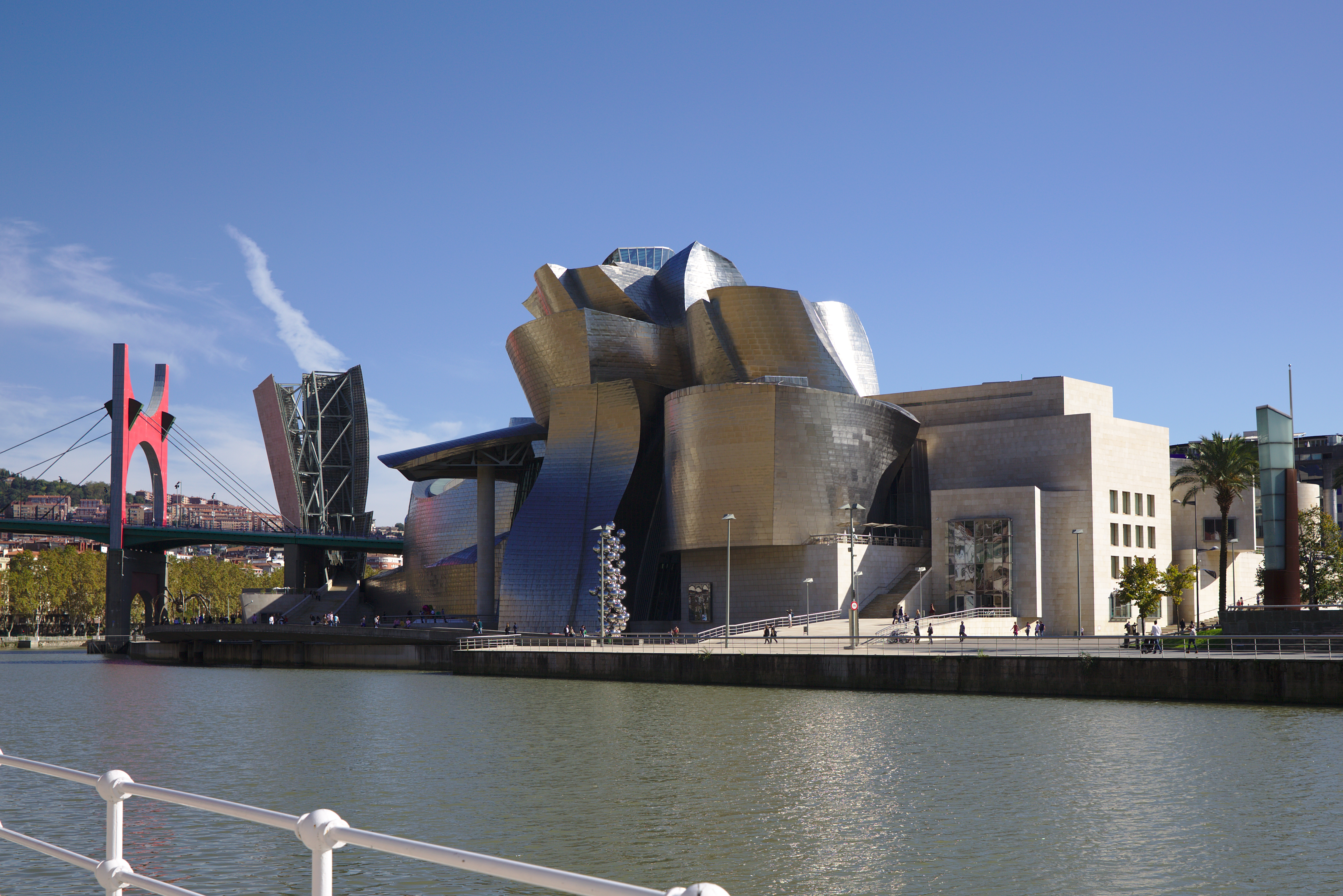
Bilbao Guggenheim
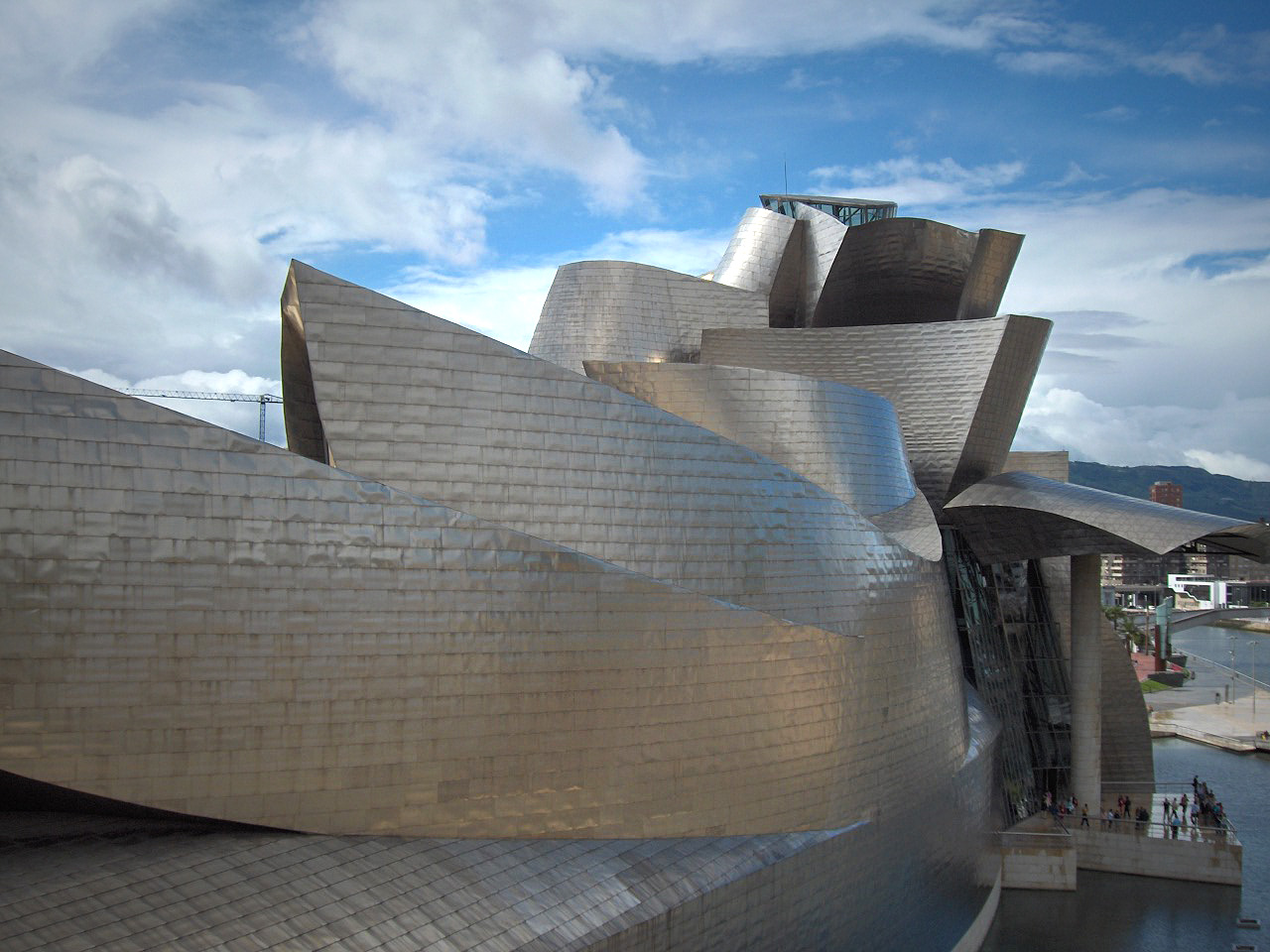
Bilbao Guggenheim
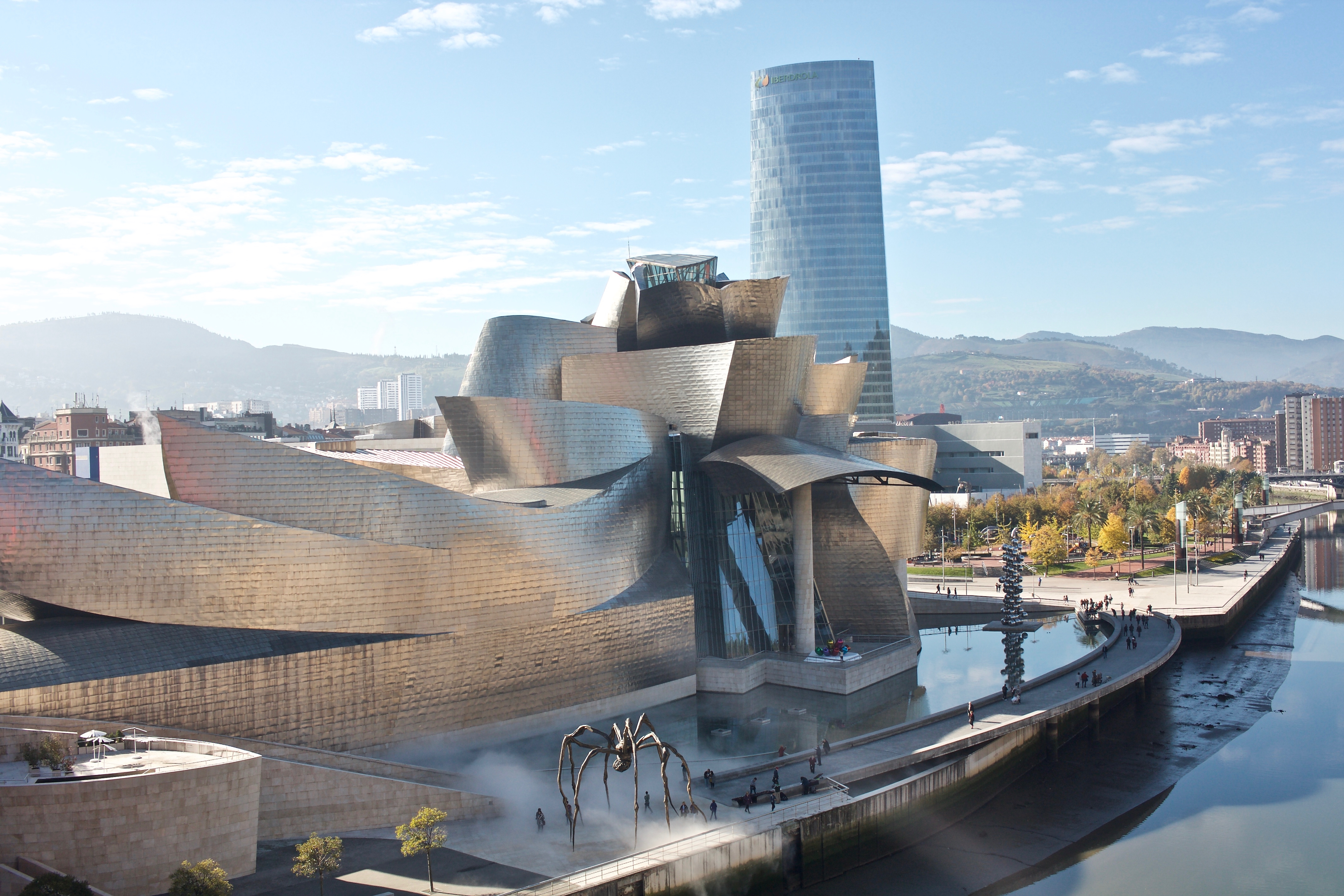
Bilbao Guggenheim
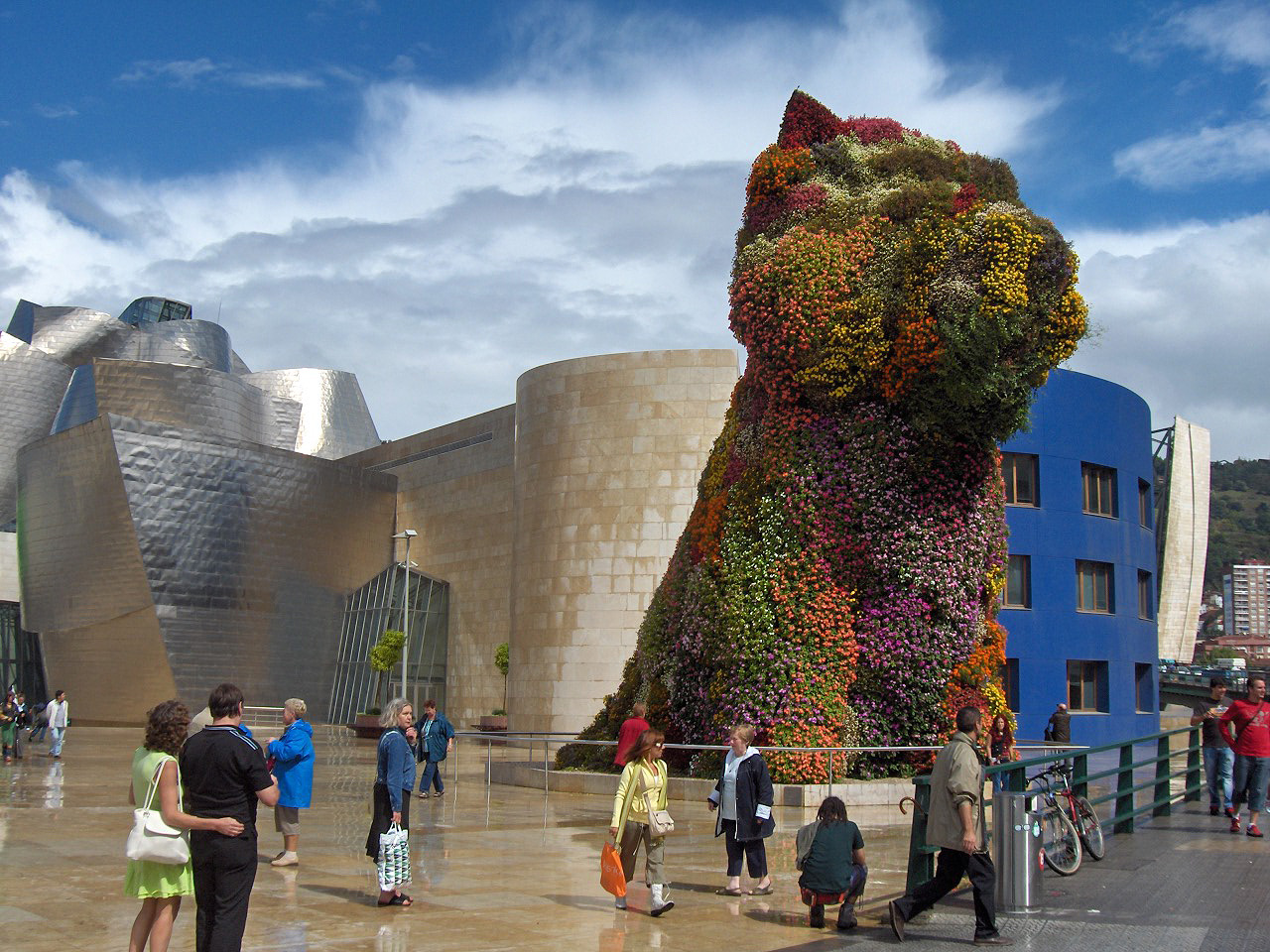
Bilbao Puppy của Jeff Koons
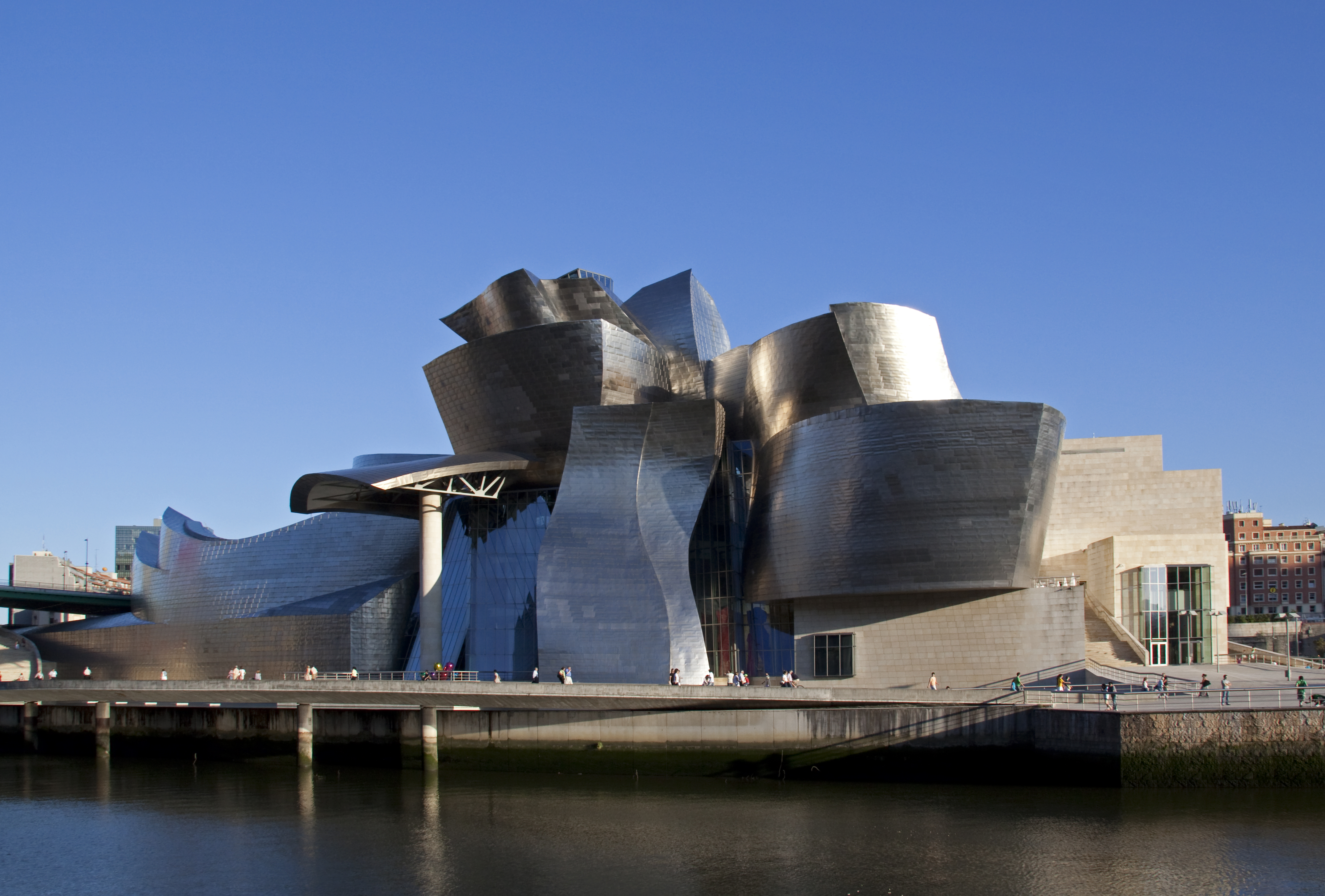
Bilbao Guggenheim, phía sau
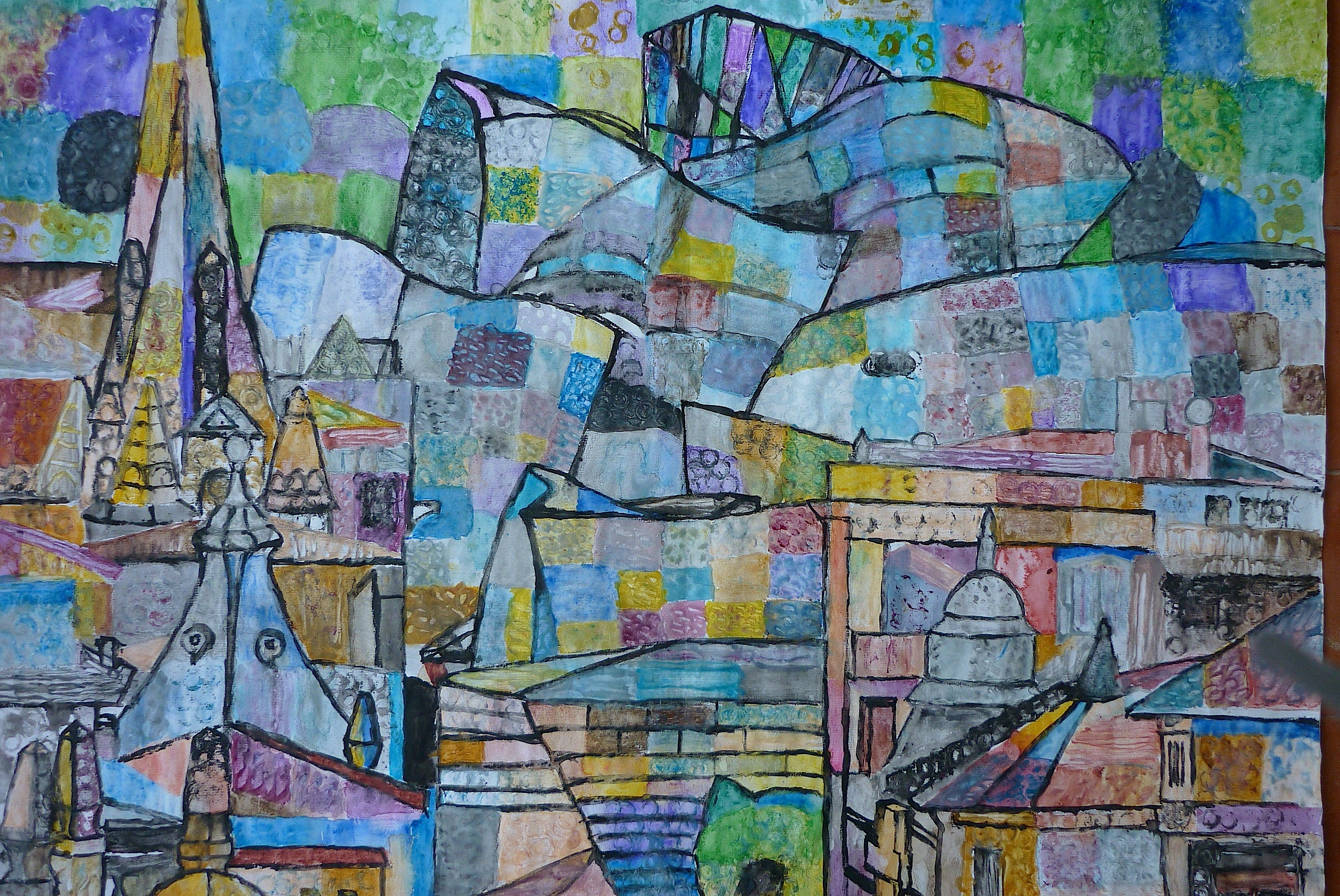
Tranh acrylic trên giấy mỹ thuật của Iñaki Crespo
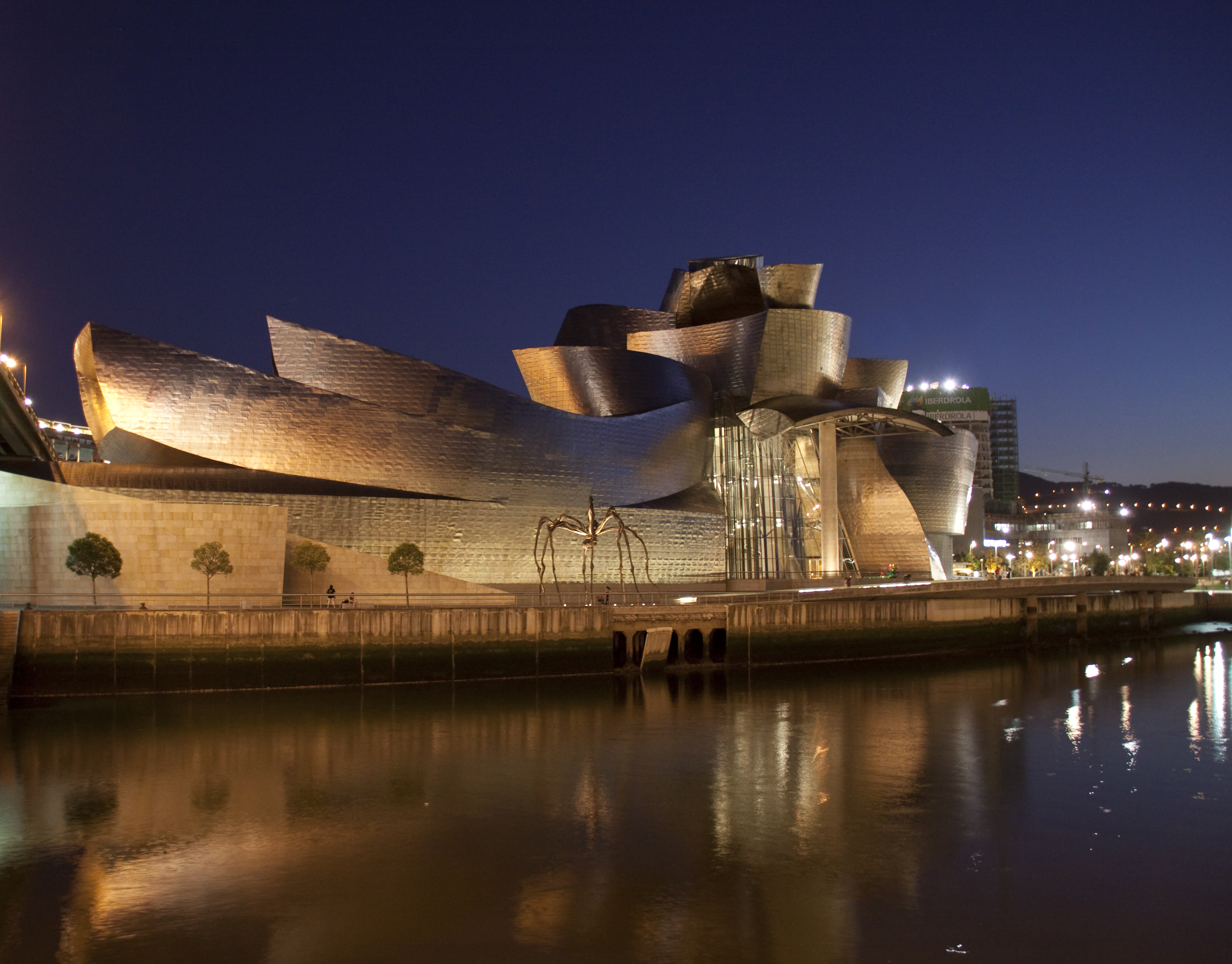
Bảo tàng Guggenheim về đêm
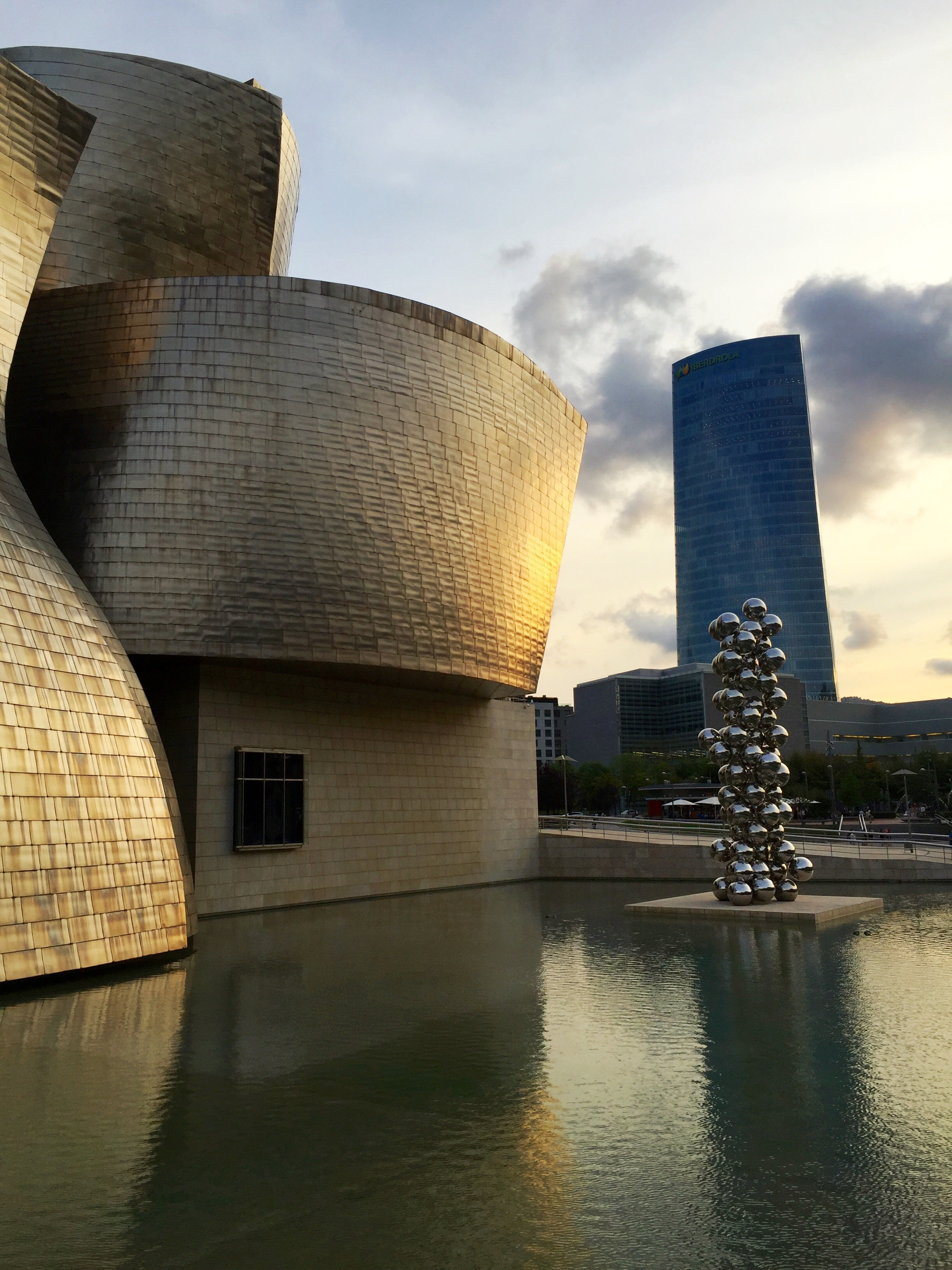
Hoàng hôn ở Bảo tàng Guggenheim